# John Mortimore
John Mortimore (Farnborough, Hampshire, 1934. szeptember 23. – 2021. január 26.) angol labdarúgó, fedezet, edző.

## Pályafutása

### Játékosként
A Woking csapatában kezdte a labdarúgást. 1956 és 1965 között a Chelsea, 1965–66-ban a Queens Park Rangers labdarúgója volt. A Chelsea-vel az 1964–65-ös idényben ligakupa-győztes lett.

### Edzőként
1971–72-ben a görög Ethnikósz Pireósz, 1973–74-ben a Portsmouth vezetőedzője volt. 1976 és 1979 illetve 1985 és 1987 között két időszakban is a portugál Benfica szakmai munkáját irányította. A Benficával két-két bajnoki címet, portugálkupa-győzelmet és egy szuperkupa-győzelmet ért el. 1987–88-ban a spanyol Real Betis, 1988–89-ben a portugál Belenenses vezetőedzőjeként tevékenykedett. 1994-ben ideiglenesen a Southampton vezetőedzője volt, ahol klub elnöki pozícióban is dolgozott.

## Sikerei, díjai

### Játékosként
Chelsea
- Angol ligakupa
  - győztes: 1964–65

### Edzőként
Benfica
- Portugál bajnokság
  - bajnok (2): 1976–77, 1986–87
- Portugál kupa
  - győztes (2): 1986, 1987
- Portugál szuperkupa
  - győztes: 1985